# ABCG2
ATP-binding cassette sub-family G membro 2 è una proteina che nell'uomo è codificata dal gene ABCG2. ABCG2 è anche noto come CDw338 (cluster di differenziazione w338).
La proteina associata alle membrane codificata da questo gene è inclusa nella superfamiglia dei trasportatori ATP-binding cassette (APC). Le APC trasportano vari tipi di molecole attraverso membrane intra ed extra cellulari. Il gene APC è suddiviso in sette distinte sottoclassi (ABC1, MDR/TAP, MRP, ALD, OABP, GCN20, White) questo trasportatore è un membro della famiglia White. Alternativamente questa proteina è nota anche come proteina resistente del carcinoma della mammella (Cancer Resistance Protein).
Questa proteina funziona come un trasportatore di xenobiotici, è implicata nella resistenza multi-farmaco contro gli agenti chemioterapici come per esempio il mitoxantrone o gli analoghi della camptotecina. Le prime osservazioni sulla significativa resistenza mediata dalla BCRP alle antracicline è stata successivamente attribuita a mutazioni riscontrate in vitro ma non in natura o in clinica.
Una significativa espressione di questa proteina è stata osservata nella placenta, ed è stato dimostrato un suo ruolo nel proteggere il feto da agenti xenobiotici eventualmente presenti nella circolazione materna.
Questo trasportatore gioca un ruolo fondamentale nella protezione dell'organismo bloccando l'assorbimento, al livello dell'apice della membrana dell'epitelio intestinale, nella barriera emato-testicolare ed emato-encefalica e al livello della membrana dei progenitori delle cellule ematopoietiche e di altre cellule staminali. All'apice della membrana di fegato e rene, svolge il ruolo di potenziare l'escrezione di xenobiotici. Nella ghiandola mammaria il suo ruolo è quello di secernere nel latte materno vitamine come la riboflavina e la biotina.